# NPOグレースケア
NPOグレースケアは、三鷹市にある非営利団体。正式名称は「特定非営利活動法人グレースケア機構」。介護保険や福祉の制度に飽き足らない介護職およびホームヘルパーが集まって2011年に設立した団体で、自費の在宅ケアサービスを中心に、介護保険・障がい福祉サービスなどを提供している。2008年4月に法人化。
現在、三鷹と吉祥寺にヘルパー拠点をもち、三鷹市牟礼で宿泊サービス付き小規模デイ「となりのでこちゃん」を運営している。ヘルパー・スタッフは約120名。ケア付きシェアハウス「ナースさくまの家」や、フリースペース「くまちゃんハウス」の運営に協力しているほか、コミュニティカフェ「みたか・みんなの広場」の構成団体の１つ。
医療的ケア（喀痰吸引や経管栄養）や重度訪問介護は東京都指定の研修も実施している。